# Pierre Brunet (Wissenschaftshistoriker)
Pierre Brunet (* 1893 in Trévoux; † 30. November 1950) war ein französischer Wissenschaftshistoriker.
Er besuchte das Collège in Thoissey und studierte Jura in Lyon, wechselte aber zur Philosophie, in der Edmond Goblot sein Lehrer war. Er erhielt das Lizenziat in Philosophie und unterrichtete nach dem Ersten Weltkrieg in Auxonne, Sens und Joigny. Danach war er am Centre Internationale de Synthèse (CIS) von Henri Berr und Aldo Mieli in Paris.
1929 promovierte er über Maupertuis (und veröffentlichte auch über die Geschichte des Prinzips der kleinsten Wirkung) und 1935 erschien der erste Band einer Wissenschaftsgeschichte, die er mit Aldo Mieli verfasste. Er befasste sich auch mit der Rolle holländischer Physiker bei der Einführung der experimentellen Methode der Physik in Frankreich und der Einführung der Lehre von Isaac Newton in Frankreich im 18. Jahrhundert und mit Alexis Claude Clairaut.
Vor der deutschen Besatzung wich er nach Vienne aus. Nach dem Krieg leitete er die Bibliothek des CIS (nachdem Mieli nach Argentinien gegangen war), dessen Forschung nun vom CNRS gefördert wurde. Außerdem übernahm er die Herausgeberschaft der 1947 neu gegründeten Revue d’Histoire des Sciences (später von René Taton und Suzanne Delorme herausgegeben) und arbeitete für die International Academy of the History of Science. Er bereitete eine Wissenschaftsgeschichte des Mittelalters vor, erkrankte aber und zog sich nach Vienne zurück. Er liegt in Trévoux begraben.
Er schrieb Gedichte, aus denen Berr in seinem Nachruf zitiert.

## Schriften
- Maupertuis, étude biographique, Paris: A. Blanchard 1929
- Les physiciens hollandaise et la la méthode experimentale en France au 18e siècle, Paris 1926
- mit Aldo Mieli: Histoire des sciences, Antiquité, 1935
- L’introduction des theories de Newton en France au XVIIIe siecle, Paris: Blanchard 1931, Archive
- Étude historique sur le principe de la moindre action, 1938
- La vie et l’oeuvre de Clairaut (1713–1765), Paris, Presse Universitaire de France 1951